# 阿睦尔撒纳
阿睦尔撒纳（1723年—1757年9月21日），厄鲁特蒙古辉特部台吉，策妄阿拉布坦外孙。
早年率部众放牧于塔城一带。清乾隆十七年（1752年），他协助达瓦齐夺取了准噶尔汗国可汗的地位，但不久即与其反目，乾隆十九年（1754年）投奔清朝。
乾隆二十年（1755年），他上策要求进攻达瓦齐，被乾隆帝任命为定边左副将军出兵平定準噶爾。不久他配合清军攻占伊犁，逐走达瓦齐，转而向乾隆帝要求策封自己为厄鲁特四部总汗。清政府拒绝其要求，试图将其召回。八月，阿睦尔撒纳在赴热河途中反叛，逃往塔尔巴哈台，向俄国求援。
乾隆二十一年（1756年）三月，被清军击败，同年冬，在俄国支持下称汗于塔城。次年（1757年），再次为清军击败，走投無路下進入哈薩克汗國受中玉茲汗阿布賚保護一段時日，后因为哈萨克汗归降于乾隆，再流亡俄国西伯利亞，被西伯利亚总督窩藏在托博爾斯克二十俄里遠，一個名為“庫杜斯克”的酒廠中，不久中天花病死。
他的妻子比泰是噶爾丹策零的女兒，在卡爾梅克人中避難，然後搬到圣彼得堡，並於1761年去世。

## 傳說
阿睦爾撒納反清失敗後，西蒙古流傳阿睦爾撒納逃到俄羅斯，在那等待時機，新時代來臨會再度領導西蒙古（衛拉特）人進行新的獨立戰爭。傳說他有神奇魔力，會召喚彩虹，也會降雨、降雪以阻擋敵人。另有傳說他是憤怒菩薩大黑天的轉世，騎著駿馬“马拉尔巴什”（Maralbashi）。在被結拜兄弟拋棄後，發誓在120年後回來為衛拉特復仇。來自卡爾梅克的丹畢堅贊（黑喇嘛）即宣稱他是阿睦爾撒納的轉世。